# Ioan Luchian Mihalea
Ioan Luchian Mihalea (n. 15 decembrie 1951, Ocnele Mari, România – d. 29 noiembrie 1993, București, România) a fost un compozitor, dirijor și realizator de televiziune român.

## Biografie

### Carieră
A fost fondatorul și conducătorul grupului vocal Song, dar și al corului de copii Minisong, din care au făcut parte și Alina Sorescu, Dana Rogoz, Gianina Corondan și membrii grupului pop TOP M (Nicu, Jan și Vali Costache).
„Cvintetul Luchian” a fost înființat după concertul aniversar de 10 ani de la crearea grupului Song, de la Sala Palatului, în 1980-1981. Din această formația au mai făcut parte Bogdan Dragomir, Mircea Cotigă, Mihai Țiulete și Cristian Caragtea. Cvintetul a avut numeroase apariții la televiziune și în festivaluri de pe malul Mării Negre.
În primăvara anului 1989, pune bazele unui nou grup numit "Bazar", un fel de frate mai mic a celor două deja existente, format în exclusivitate de elevi ai Școlii Populare de Artă din capitală, printre ei numărându-se Paula Mitrache, Laura Stone, Nana Cnejevici, Magdalena Cusa, Cătălin Munteanu (ex. Song și Minisong), Cătălin Magdalinis, Ioana Nanasi, Valentin Rupita ,Florina Danalache Felicia Trutia, și mulți alții, aflați la început de carieră la vremea respectivă. Cu acest grup participă în diverse spectacole la Teatrul de Revistă "C-tin Tanase", Casa Studenților "Grigore Preoteasa", sau Sala Radio din București. Din păcate, grupul "Bazar", a cărui formator a fost tot Ioan Luchian Mihalea, a existat doar un singur an, între 1989/1990.
În perioada anilor 1991-1993 a prezentat spectacolul concurs de muzică pentru copii „TIP TOP MINITOP”, creat și realizat de Oana Ionescu (TVR 1).

### Asasinatul
În data de 29 noiembrie 1993, Oanță, așa cum îi spuneau prietenii, a fost asasinat în apartamentul său din București, cartierul Drumul Taberei, de către Nelu Florian Gavrilă și Ionel Păun, scopul crimei fiind jaful. Criminalii au fost condamnați la închisoare pe viață și închiși în Penitenciarul Giurgiu, fiind eliberați condiționat în 2015 (Nelu Florian Gavrilă), respectiv în 2016 (Ionel Păun). Ioan Luchian Mihalea este înmormântat în Cimitirul Bellu din București.

### Homosexualitate
A fost vehiculat faptul că Ioan Luchian Mihalea ar fi fost homosexual, acest lucru fiind însă contestat de către soția acestuia, dar susținut de către ucigașii lui.

## Filmografie
- Eu, tu, și... Ovidiu (1978)
- Mireasa din tren (1980)
- Calculatorul mărturisește (1982)
- Pădurea nebună (1982)
- Năpasta (1982)